# Беловодский региональный ландшафтный парк
Беловодский региональный ландшафтный парк — парк; заповедный объект на территории Луганской области.
Парк расположен на северо-востоке Луганской области, на территории Беловодского административного района. Его площадь составляет 14,4 тыс. га, что втрое превышает площадь любого другого заповедного объекта на территории области.
В пределах территории парка находится Заказник Юницкого, в котором расположен музей Юницкого, степной участок заказника (около 12 га) и искусственно созданный лесной массив. Весь этот комплекс относится к сети Докучаевских лесоисследовательских станций.